# Florian Joseph Bahr
Florian Joseph Bahr (ur. 16 sierpnia 1706 w Niemodlinie, niem. Falkenberg, zm. 7 czerwca 1771 w Pekinie) – jezuita niemiecki, misjonarz.
Urodził się w rodzinie niemodlińskiego organisty, dzięki czemu uzyskał staranne wykształcenie muzyczne. Po ukończeniu studiów filozoficznych w na uniwersytecie w Brnie, wstąpił 9 października 1726 roku, do zakonu jezuitów. Pracował jako nauczyciel łaciny w Kolegium Jezuitów w Legnicy. Od 1731 roku, studiował teologię na Uniwersytecie Jezuitów w Ołomuńcu.
Na przełomie lat 1735 – 1736, wraz z innymi braćmi zakonnymi, jako misjonarz, wyruszył z Lizbony do Pekinu, gdzie po dwóch latach podróży przybył w czerwcu 1739 roku. Ze względu na swoją wiedzę i umiejętności muzyczne, otrzymał prawo wstępu na dwór cesarza Qianlonga, gdzie powierzono mu urząd nauczyciela muzyki książąt rodziny cesarskiej.
Z czasem, z powodu choroby, zmuszony został do rezygnacji z tej funkcji i przeniósł się do odległej o pięć dni drogi od Pekinu stacji misyjnej w Baoxixian, gdzie zajął się pracą duszpasterską. W tym czasie prowadził dość ożywioną korespondencję. Pisał do założonego w 1728 roku w Augsburgu czasopisma misyjnego „Der Neue Welt-Bott”. Prowadził również intensywną korespondencję z hrabiną Marią Teresą Fugger oraz Johannem Lorenzem von Mosheim. Korespondencja ta jest dziś pouczającym dokumentem historycznym.
W roku 1748 powrócił ze stacji w Baoxixian do Kolegium Jezuickiego w Pekinie, gdzie również zajął się pracą duszpasterską. Główną jednak jego działalnością stała się praca naukowa. Na zlecenie cesarza Qianlonga opracował zawierający 2200 słów słownik, zawierający ich tłumaczenia z chińskiego na języki: niemiecki, francuski, włoski oraz portugalski. Był to pierwszy słownik chińsko-niemiecki.
W 1755 roku został rektorem Kolegium Jezuickiego Pekinie. W 1762 roku objął funkcję wizytatora prowincji, a w 1768 roku został prowincjałem zakonu jezuitów na Chiny i Japonię.